# Bar das Coleguinhas
Bar das Coleguinhas é o primeiro álbum ao vivo da dupla brasileira Simone & Simaria, lançado em 20 de março de 2015 pela Social Music e relançado posteriormente em escala nacional pela gravadora Universal Music. O projeto foi gravado no dia 12 de novembro de 2014 na Mucuripe Music em Fortaleza. O projeto teve participações de Wesley Safadão, Gabriel Diniz, Tânia Mara e Dilauri.

## Lista de faixas
| N.º | Título                                                                  | Compositor(es)                                            | Duração |  |
| 1.  | "Meu Violão e o Nosso Cachorro"                                         | Simaria Mendes Rocha Escrig Manoel Nivardo Da Silva Leite | 3:33    |  |
| 2.  | "Mentira Estampada na Cara"                                             | Escrig Dilauri                                            | 3:33    |  |
| 3.  | "Quando o Mel é Bom"                                                    | Leite Escrig Ellen                                        | 3:54    |  |
| 4.  | "Reparação"                                                             | Leite                                                     | 4:05    |  |
| 5.  | "Não Vou Mais Atrás de Você (Agora Eu Me Curei)" (part. Wesley Safadão) | Tierry Filipe Costa Silva                                 | 3:51    |  |
| 6.  | "Mais Que Uma Saudade"                                                  | Dayane Camargo Paula Mattos                               | 2:48    |  |
| 7.  | "Volta Vai"                                                             | Paulynho Paixão                                           | 4:36    |  |
| 8.  | "Pássaro Noturno"                                                       | Paixão                                                    | 4:56    |  |
| 9.  | "Perdeu"                                                                | Iva Marçal                                                | 3:36    |  |
| 10. | "Minha Luz, Meu Sol"                                                    | Leite                                                     | 3:06    |  |
| 11. | "Ingratidão"                                                            | Escrig Dilauri                                            | 3:20    |  |
| 12. | "Só Dá Nós Dois" (part. Gabriel Diniz)                                  | Dyeguinho Silva Daniel Lima                               | 3:54    |  |
| 13. | "Quero Ser o Seu Amor"                                                  | Simone Dilauri Escrig                                     | 4:54    |  |
| 14. | "Eu Te Avisei" (part. Tânia Mara)                                       | Rafael Almeida                                            | 3:33    |  |
| 15. | "Todo Poderoso" (part. Dilauri)                                         | Dilauri                                                   | 3:34    |  |
| 16. | "Piu Piu (Quando o Tom Pegar o Jerry)"                                  | Zelia Santti Dilauri                                      | 3:14    |  |

Créditos adaptados do Tidal.

## Paradas e certificações

### Paradas musicais
| País/Parada (2016)                                      | Melhor posição |
| ------------------------------------------------------- | -------------- |
| Brasil (Associação Brasileira dos Produtores de Discos) | 3              |